# Akita Asahi Broadcasting
Akita Asahi Broadcasting Co., Ltd. (/ 秋田朝日放送株式会社 Akita Asahi Hōsō Kabushiki-gaisha), (viết tắt: AAB) là một mạng truyền hình tại Nhật Bản, do đài truyền hình công cộng ANN điều hành quản lý. Trụ sở chính được đặt tại thành phố Akita.